# Reprezentacja Ukrainy w rugby union mężczyzn
Reprezentacja Ukrainy w rugby – drużyna reprezentująca Ukrainę w międzynarodowych turniejach. Drużyna występuje w europejskiej dywizji 1B.